# ضياء الدين رجب
ضياء الدين رجب (1916- 1977)، أديب وقاضي وشاعر سعودي، من رواد الأدب والقضاء في السعودية، ومن أبرز كُتاب المقالات في الصحف المحلية، ومن مؤسسي صحيفة المدينة، كان عضوًا في مجلس الشورى في عهد الملك عبد العزيز آل سعود، ومستشارًا قانونيًا لأمانة مكة المكرمة، كتب في أكثر من عمود صحافي بصحيفة عكاظ، أبرزها عموده المعنون بـ (قطوف)، كما نشر عدد من كتاباته في مجلة المنهل، وجمعت آثاره الشعرية بعد وفاته وتكفل بنشرها صديقه الأمير عبد الله الفيصل عام 1980، وله مؤلفات غير مطبوعة منها (مذكرات قاضٍ) التي تناولت تاريخه الشخصي وفصول من تاريخ الزمان الذي عاصره والأمكنة التي شهدها.

## مؤلفاته
له كتب عديدة لم يصدر منها في حياته شيء وله من المخطوط:
- مذكرات قاضٍ.[8]
- نصف قرن يتكلم.[8]
- وقفة في ديار ثمود.[8] ذكر انه تعب فيه، واستغرق تأليفه زمنًا طويلاً ويقع في 700ص.[8]
- ديوان ضياء الدين رجب، يحوي ثلاثة دواوين: زحمة العمر، سبحات، ورثاء.[2]